# Danjaq
Danjaq, LLC (antiguamente llamada Danjaq S.A.) es el holding responsable de las marcas registradas y personajes de los caracteres, elementos y otros materiales relacionados con James Bond en pantalla.
Danjaq está actualmente gestionada y es propiedad de la familia de Albert R. Broccoli, el co - iniciador de la popular franquicia Bond.
Eon Productions, la compañía productora de la serie "oficial" de películas de James Bond, es subsidiaria de Danjaq.
Danjaq fue fundada por Albert R. Broccoli y Harry Saltzman después del lanzamiento de la primera película, Dr. No en 1962, para asegurar el resto de películas de la serie. La nueva compañía fue llamada Danjaq S.A como una combinación de los nombres de las esposas de Saltzman y Broccoli (Dana Broccoli y Jacqueline Saltzman).
Debido a dificultades financieras, Saltzman vendió más tarde su parte de Danjaq a United Artists en 1975. Comenzando con La espía que me amó (1977) y aparte de las películas Casino Royale, Quantum of Solace y Skyfall, producidas y con parte del copyright con Columbia Pictures Industries, Inc, Danjaq comenzó a compartir la mitad de los intereses y el copyright con United Artists Corporation, lo cual es lo que aún ocurre.
Algunas fuentes, notablemente John Cork, el autor y productor de numerosos libros de historia de las películas y productor de numerosos documentales para la Edición Especial de DVD, afirman que Broccoli posee el 50 % de interés recuperado de United Artists a mediados de los ´80. Él adicionalmente sugiere que MGM/UA posee la distribución exclusiva en acuerdo con Danjaq, la que sería más rica que cuando Broccoli y Saltzman eran los propietarios.
Si bien las marcas registradas para los materiales relacionados con los filmes Bond son controladas por Danjaq y United Artists Corporation, las marcas registradas que tienen que ver con los libros Bond y otras publicaciones no filmográficas son controladas por Ian Fleming Publications. 